# أبياشال
أبياشال ملك آشوري عاش في بداية العصر البرونزي، ورد اسمه في قائمة ملوك آشور، وجاء ترتيبه في التسلسل 17 من بين الملوك الذين حكموا آشور، حيث خلف والده أوشبيا وفقاً للقائمة. ويعزى له ولوالده بناء أول معبد للإله آشور، وتعتبر الأبحاث التاريخية ان أبياشال كان شخصاً حقيقياً بالفعل، لا سيما بالمقارنة مع أول اثني عشر ملكاً من الملوك المذكورين في القائمة، حيث يعتبرون أشبه بالأسطورة.
ثارت الكثير من التكهنات حول السبب في أن يتم سرد اسم أبياشال مرتين في قائمة الملوك، حيث كان آخر الملوك في القسم الأول من بين 17 ملكاً من الذين عاشوا في الخيام والذين عرفوا بـ«ملوك الخيام»، ثم بعد ذلك نجد اسمه يتكرر مرة أخرى في بداية القسم الثاني من بين الملوك العشرة الذين سموا بـ«ملوك الأسلاف».
هذا وفي القسم الثاني يتم تحديد كونه ورث الحكم عن أباه أوشبيا، فمن غير شك إن ذلك كان بالواقع تكراراً وليس تشابه أسماء بين ملكين مختلفين. حيث يرى بعض الباحثين أن تفسير ذلك التكرار في أسمه كون أبياشال كان قد بدأ حكمه أولاً من خلال الخيام عندما كان قومه بدو رحل، ومن ثم بعد ان استقر في مدينة آشور دخل في مرحلة ثانية من حكمه، لاسيما بعد بناءه معبداً لعبادة الإله آشور، حيث كان ذلكالمعبد سبباً في استقرار الآشوريين وظهورهم إلى الوجود.
و ربما كان الغرض من بناء المعبد باعتباره ضرورة لكريس القيادة القبلية وتوحيد القبائل الآشورية، وكذلك للدور البالغ الأهمية لكهنة آشور. 